# Deportes Tolima
Deportes Tolima es un club de fútbol de la ciudad de Ibagué, capital del departamento del Tolima, fundado el 18 de diciembre de 1954. Juega en la Categoría Primera A de Colombia y disputa sus partidos de local en el Estadio Manuel Murillo Toro.
Logrando ser campeón tres veces de la Categoría Primera A en los torneos Finalización 2003, Apertura 2018 y el Apertura 2021; fue subcampeón en nueve ocasiones, el más reciente en el Torneo Finalización 2024.
En Copa Colombia fue campeón en la Copa de 2014 y fue subcampeón en la Copa de 2020. En la Superliga de Colombia fue campeón en 2022 y subcampeón de la octava edición del torneo en el 2019. 
En torneos internacionales Conmebol, ha clasificado a nueve torneos de la Copa Libertadores de América, nueve de la Copa Sudamericana y dos de la Copa Conmebol. Hasta ahora su mejor presentación la ha realizado en la Copa Libertadores 1982 cuando llegó a la semifinal.
El Vinotinto y Oro juega su clásico regional frente al Atlético Huila, equipo con el que disputa el considerado Clásico del Tolima Grande.

## Historia

### Fundación y primer subcampeonato (1954-1959)
El 1 de mayo de 1947 se creó como el Club Deportivo Boca Juniors de Ibagué, con la gestión de César La Roca Moreno y  y Humberto González Ruiz. En el año 1954 se convirtió en el Deportes Tolima, pero su primera aparición en el fútbol de Colombia fue en el Campeonato colombiano 1955..Los directivos del Club Amateurs Boca Juniors de Ibagué dieron la iniciativa de organizar el club deportivo profesional y ante el gobernador César Augusto Cuéllar Velandia se consiguieron $10 000 para contratar a un grupo de jugadores argentinos, entre los que destacaban Jorge Ariel Gandulfo, Óscar Enrique Ferrari, José Óscar Jamardo, Enrique Laino y Carlos Robelle. Al final del campeonato, el Deportes Tolima vistió con un uniforme similar al de Racing Club y se ubicó séptimo con 20 puntos.
El señor Manuel, conocido cariñosamente como Manuelito, fue su primer presidente. Al club de fútbol profesional le fueron entregados $5000 por el entonces gobernador Cuéllar Velandia al dirigente Juan Barbieri para que contratara a jugadores en su país, Argentina. Viajó el "andarín" Barbieri al sur del continente y regresó con jugadores provenientes de Racing Club; argentinos que en el Deportes Tolima habrían recibido $350 mensuales y con algunos jugadores colombianos inició el equipo pijao su historia en los campeonatos profesionales, siendo otro capítulo destacado en el éxito de la época del dorado en el fútbol colombiano.
El equipo ibaguereño utilizó en sus inicios un uniforme semejante al de Racing Club estilo albiceleste  traído por Barbieri. Completaron el equipo, entre otros, Raúl Sánchez, Tomás Esquivel, Efraín "caraña" González, Jairo Galvis y Marcos Coll. Emilio "Milo" Alzate, Eladio Vásquez, William Bautista, Héctor Inocencio Pérez de Manizales, Santiago Rivas de Cali, Casimiro Ávalos, Guillermo Galavís, Carlos Carroll, Roberto Pacheco, Silvio Duarte, Alfonso Lopera, Aníbal Alzate. Los tolimenses: Daniel Martínez, Benito Delgadillo, Tulio Galvis, Hernando Saavedra y Enrique González. Ese fue el primer plantel de jugadores profesionales del Deportes Tolima.
La primera goleada a favor del Deportes Tolima fue el 16 de septiembre de 1956 frente a Independiente Santa Fe, al que le ganó 1:7 en el Estadio Nemesio Camacho El Campín.
En el Campeonato colombiano 1957, Llegó a la presidencia el señor Jorge Guzmán Molina, que con su gestión el Deportes Tolima consiguió por primera vez en su historia un subcampeonato del fútbol colombiano. El club pijao empató en el hexagonal final contra el Independiente Medellín y Deportivo Pereira; después de una serie de desempate, avanzó a jugar contra el Cúcuta Deportivo, equipo ganador del otro hexagonal, pero después de una serie de ida y vuelta por empates en puntos, se ordenó un partido adicional, el cual terminó 1-1 y en confusas circunstancias (luego del polémico lanzamiento de una moneda). El Cúcuta Deportivo fue el escogido para disputar el partido de la final, la cual perdió frente al Independiente Medellín, equipo que jugó esa estancia por haber sido el primero de la clasificación de todos contra todos. Siendo el ganador, tuvo que jugar un partido contra el Deportes Tolima para definir al subcampeón, serie que ganó el vinotinto y oro.

### 1960-1969
En esos años posteriores, no dieron mayor éxito para el equipo tolimense; por ejemplo, en el Campeonato colombiano 1963 quedó último por primera vez en su historia, ocupando el puesto 13 del campeonato. En las peores campañas del equipo se repitió en 1967, último en el puesto 14 con 31 puntos. Un año después en 1968, se ratificó en el último lugar del campeonato con 29 puntos en 52 partidos. La irregularidad histórica del equipo continuó en la década de 1970, ocupando puestos intermedios de la clasificación final del año. En el Campeonato colombiano 1976 regresó al fondo de la reclasificación con 32 puntos en 47 partidos. Para el final de la década el club fue último en el Campeonato colombiano 1979, con 23 puntos. Fue la última vez, en muchos años, que el club ocupó el fondo de la tabla de posiciones. También es necesario resaltar que por esa época Marcos Coll jugó varias temporadas con el Deportes Tolima, la primera vez entre 1956 y 1959Y su segunda temporada en el cuadro pijao fue de 1965 a 1969, Completó así un total de 8 temporadas vistiendo la camiseta del 'Vinotinto y oro'. Marcos Coll es recordado a nivel internacional por ser el primer jugador en anotar un gol olímpico en una Copa Mundial de Fútbol; fue en el empate 4:4 de la Selección Colombia frente a la Selección de Unión Soviética en la Copa Mundial de Fútbol de 1962 en Chile.

### 1970-1979
Entre 1971 y 1975 en el Deportes Tolima se vivió un ambiente de irregularidades después de que se hiciera público que dos jugadores del plantel mantenían una relación amorosa. También hay que destacar el retiro de "el Chiqui" Luis Augusto García, que colgaría las botas en 1975 y volvería como entrenador en la temporada 1999 y en 2003-II, donde obtendría su último título como entrenador, el primero para el Deportes Tolima en la Copa Mustang 2003-II.
Jorge Luis Bernal jugaría 2 temporadas en el Deportes Tolima, entre 1977 y 1978. Finalmente, una lesión lo alejaría como futbolista pero regresaría años más tarde para ser técnico del Deportes Tolima, 9 veces de la nómina profesional y otras tantas en las divisiones inferiores, logrando un subcampeonato, un campeonato de la Primera B, clasificación a 5 cuadrangulares y clasificaciones a Copa Sudamericana 2006 y Copa Libertadores 2007.
Su mejor ubicación fue el séptimo lugar alcanzado en 1972, con la dirección técnica de Óscar “Severiano” Ramos. Nuevamente, fue dos veces último y su posición habitual se mantenía entre el puesto doce y trece. Hicieron parte de aquella campaña: los arqueros: Roque Montalvo, Inocencio Murillo, Silvio Quintero; los defensores Efraín Castillo, Alfonso Escobar Echeverry, Dumas Guette, Óscar Muñoz, Harold Palomino, Demóstenes Polo, Jairo Racedo, Rafael Reyes, Julián Darío Sánchez, Luis Alberto Villarreal, los volantes Germán Castellanos, Hernán Cerquera, Fabio Espinoza, Julio González, Jairo de la Rosa, los delanteros Carlos Barona, Alfonso Escobar Villa, Delio Gamboa, Inocencio González, Carlos Alberto Lugo, Silvestre Maestre, Luis Carlos Paz, Armando Torres, Jorge Uribe, Ariel Valenciano, Darío Vásquez, Alejandro Zapata y Óscar Fernando López.
A mediados de 1979, las finanzas no eran las mejores para armar el equipo. La vinculación del gobernador Eustorgio Colmenares, la inquebrantable voluntad de la junta directiva y el apoyo incondicional de los hinchas, que se ofrecieron a pedir dinero para financiar el equipo, fueron la motivación necesaria para arrancar con un nuevo proyecto. Se contrató al técnico vallecaucano Edgar Barona, viejo conocedor de las dificultades el fútbol y se empezaron a reclutar jugadores por todo el país. Llegaron entonces Adolfo "El Rifle" Andrade, Luis Enrique Angulo, Yilmar Aponzá, Rigoberto Balanta, Carlos Bueno, Gustavo del Risco, Rafael Gómez, Domingo "Tumaco" González, Gerardo Jiménez, Sergio Loayza, Darío López, Carlos Alberto Lugo, Ignacio "Nacho" Morales, Luis Murillo, Justo Palacios, Juan Penagos, Luis Raga, Maximiliano Robles y Héctor Fabio Sarmiento.

### 1980-1989
Volvía Gabriel Camargo a ser el presidente del Deportes Tolima, invirtiendo en una nómina ganadora con jugadores experimentados como Óscar López, Luis Montúfar, Gustavo "La piña" Mendoza, Tito Ramón Correa, Juan Muentes, Oscar Quintabani, Heberto Carrillo, Rigoberto Balanta, Víctor Hugo del Río, Cristino Centurión y Janio Cabezas. Esa sería la nómina de aquel recordado Kokoríko Tolima, el cual tenía un uniforme amarillo con mangas negras, la K grande en el buso, pantaloneta negra y medias amarillas, también conocido como el 'Tolimita' (Años 81 al 83), una época dorada del 'Vinotinto y Oro'.
Los hinchas de Ibagué no pudieron ver los partidos de la Copas Libertadores, porque el 5 de septiembre de 1981 en el estadio San Bonifacio, hoy Murillo Toro; en un partido entre Deportes Tolima vs. Deportivo Cali, se desplomó parte de la tribuna occidental (en aquellos tiempos, de 2 pisos) y murieron seis aficionados. La sede alterna fue la capital del país Bogotá, en donde la hinchada tolimense apoyó masivamente al equipo a pesar de encontrarse lejos de su ciudad.

#### Subcampeón 1981
Gabriel Camargo ya era el propietario del Deportes Tolima en 1981, año en el cual el club llegó al subcampeonato de la Primera A. Pedro Nel Ospina dirigió al equipo tolimense desde la fecha 22 del torneo, llegando así al cuadrangular final en la disputa por el título que ganó el Atlético Nacional. Entre otros jugadores que integraron la nómina se destacaron Gustavo "Piña" Mendoza, Oscar Héctor Quintabani, Cristino Centurión, Luis Montúfar, Heberto Carrillo y Víctor Hugo del Río, goleador de la temporada con 29 goles.
Para la Temporada 1982, las nuevas contrataciones fueron: Francisco Maturana, el delantero brasileño Aparezido Dozinette de Oliveira ("Sapuca"), Arnoldo Iguarán, Óscar López, Tito Ramón Correa y el puntero derecho de Buenaventura, Janio Cabezas y Álvaro Muñoz Castro.

#### Copa Libertadores 1982
En la Copa Libertadores 1982, Deportes Tolima fue primero del Grupo 3 que enfrentaba al Campeón y subcampeón colombiano con sus similares de Venezuela: Estudiantes de Mérida y Deportivo Táchira, además del Atlético Nacional. Ya en la semifinal de la Copa Libertadores, Tolima fue último del Grupo 2, en el cual se enfrentó a Cobreloa de Chile y Olimpia de Paraguay. En dichos partidos de semifinales de Copa Libertadores, el Deportes Tolima jugó en Bogotá, debido al accidente del estadio San Bonifacio¨, hoy llamado Manuel Murillo Toro en 1981. En dichos partidos, el Campín se llenó totalmente, el partido más recordado por los hinchas Pijaos es el que se jugó el 21 de octubre de 1982 contra Club Olimpia de Paraguay debido a la llegada masiva de hinchas a la capital, se dice que en ese partido más de 25.000 hinchas Pijaos se quedaron fuera del Campin debido a que al estadio estaba lleno.

#### Copa Libertadores 1983
Tras el subcampeonato local, Deportes Tolima contrató jugadores experimentados y de fama internacional, como son los casos de Arnoldo Iguaran y Francisco Maturana; Oscar Héctor Quintabani volvía a la titular después de unos meses de lesión, ellos 3 se sumarían a Hugo Gallego, Fredy Clavijo, Gustavo "La Piña" Mendoza, Osvaldo Redondo, Heberto Carrillo, Evaristo Isassi, Aparecido Donizette de Oliveira "Sapuca", Héctor Jaime Múnera y Víctor Hugo del Río.
En la Copa Libertadores conformarían el grupo 3, donde Tolima le ganaría al América de Cali 2-0 jugando como local en el Campin de Bogotá, ya que el Estadio Manuel Murillo Toro de Ibagué seguiría en reparaciones tras el derrumbe de 1981, es así que las temporadas 1981, 1982 y 1983, las jugaría en Bogotá, en años en que los equipos capitalinos perdían las aspiraciones matemáticas de título a mitad de temporada, lo que hacía de aquel llamado cariñosamente 'Tolimita' 81-83 la sensación entre la afición capitalina, tanto así que formaría gran cantidad de aficionados al 'Pijao' en Bogotá, como el Bloque Capital y La Legión Vinotinto y Oro.
Tolima le ganaría, también, al Alianza Lima en su visita al Estadio Alejandro Villanueva de Lima por 0-1, empataría sus 2 duelos con Universitario de Deportes; por 1-1 en Lima y el otro por 2-2 en Colombia, empataría en Bogotá contra Alianza Lima 0-0 y perdería tan solo un partido contra el América de Cali del técnico Gabriel Ochoa Uribe en Cali por 2-0, dejando así al Tolima como 2.º del grupo en un balance positivo, una participación de gran importancia para la historia del club.

#### 1986-1989
En 1986, el Deportes Tolima fue la base de la Selección Colombia a los Juegos ODESUR, que se celebraron en Santiago de Chile. Conformó el Grupo 3 junto a Argentina, Uruguay y Perú, ganado el Grupo y relegando a Argentina al segundo lugar, luego de perder (1-3) con los argentinos y ganar (1 - 0 y 4 - 2) los siguiente partidos respectivamente.
El Director Técnico del equipo fue Jorge Luis Bernal, en su primera salida internacional.
A semifinales de Odesur clasificaron Colombia, Argentina, Brasil (Ganador del Grupo 2) y Chile (local y Ganador del Grupo 1). Los resultados en esta ronda fueron: Argentina - Chile 2 - 1 y Brasil - Colombia (1- 1), ganando Colombia por 5 - 4 en penaltis.
Por el tercer lugar Brasil derrotó a Chile 2 a 1, obteniendo la medalla de Bronce.
En la Final, Argentina venció 2 a 0 a Colombia (Deportes Tolima), quedándose con la Medalla de Oro. El Deportes Tolima, de esta manera, en su primera salida Internacional obtuvo el Subcampeonato de los Juegos, colgándose la Medalla de Plata, siendo éste su único trofeo a Nivel Internacional hasta la fecha.
Es de anotar, que esa versión de los Juegos ODESUR, Argentina contaba con valores de talla mundial como Goycochea, Basualdo y Perazzo. El Deportes Tolima, tenía entre sus valores destacados a Hernán Torres, Orlando Maturana y James Rodríguez (Padre del jugador James David Rodríguez).
En 1987, Albeiro Usuriaga "el palomo" debutó en el fútbol profesional, con el Deportes Tolima en ese encuentro el cuadro pijao vencería 2 a 0 al Deportivo Pereira en el por entonces estadio San Bonifacio de Ibagué, jugaría con el Tolima durante tres temporadas, luego Usuriaga fue vendido al Atlético Nacional para la temporada de 1990.
También durante las temporadas 1986 a 1990 jugaría Radamel García, padre del jugador Radamel Falcao García, hombre importante en el medio campo 'Vinotinto'. En las últimas temporadas de la década de 1980 también jugaron Oscar Héctor Quintabani, Hernán Torres Oliveros, Francisco Maturana.

### 1990-1999
En 1991 y 1992 ocuparía puestos discretos de mitad de tabla con una nómina buena con jugadores como Hugo Arrieta, Freddy Torres y con técnicos como Jorge Luis Bernal, el paraguayo Aurelio Silva, el uruguayo Baudilio Jauregui y Germán González García "Basílico", Tolima tendría resultados aceptables, el juego era vistoso y alegre pero poco efectivo, los resultados eran regulares pero Tolima mantenía el nivel, el cual para la temporada 1993 decayó mucho y con la aparición de la segunda división aparecía el fantasma del descenso.
En 1993 se ubica en la casilla 16 en la clasificación anual descendiendo a la Primera B, torneo que solo jugó un año en la temporada 1994 coronándose campeón de la misma y líder de principio a fin, cabalgando toda la temporada y terminando 17 puntos por encima del 2.º y también finalista Lanceros Boyacá, en el cuadrangular final enfrentó a los equipos Deportivo Antioquia, Lanceros Boyacá y Deportivo Rionegro, con el paraguayo Julio Javier Doldán como máximo goleado el equipo volvería a la Primera división en 1995.
Para la Temporada 1995, Deportes Tolima lograría terminar el año en la cuarta posición, con lo cual consiguió un cupo para la Copa Conmebol 1996 en la cual llegaría hasta los Octavos de Final, siendo eliminado por el Vasco da Gama, en la ida ganó 1 - 0 el cuadro Pijao en Ibagué, y en la vuelta Vasco da Gama ganaría la serie global por marcador 4 - 1 en el estadio Estadio São Januário de Río de Janeiro, cerrando así una memorable presentación del Vinotinto y Oro en aquel desaparecido Torneo Continental.
Repitiendo lo hecho en la temporada pasada el Deportes Tolima 1995-96' obtendría la tercera casilla en aquel año y accedería nuevamente a la Copa Conmebol, en su edición de 1997, donde esta vez mejoraría lo hecho en su anterior presentación llegando incluso hasta los cuartos de final. Su primer partido por los octavos de final sería contra el Rio Branco Football Club de Brasil en el estadio Manuel Murillo Toro el cual terminaría 2 - 1 con victoria tolimense, el partido de vuelta en Rio Branco sería ganado 1 - 0 por el equipo Brasilero, y en la serie de tiro penalti, Tolima ganó 3 - 1 a Rio Branco clasificándose a la siguiente fase.
En cuartos de Final, Deportes Tolima ganó el Partido de ida 1 - 0 al Club Universitario de Deportes de Perú, el cual remontó el marcador en Lima en el Estadio Nacional con un 2 - 0, siendo los cremas quienes se clasificarían a la semifinal.
En las últimas temporadas de los 90 y primeras del siglo XXI, jugarían en el Tolima Elson Becerra (uno de los goleadores más recordados del Deportes Tolima ídolo de la hinchada tolimense) Célimo Polo, Victor Bonilla, Fabio Moreno, Jorge Banguero, Henry Zambrano, Maximiliano Rubén Flotta, entre otros.
Elson Becerra fue uno de los más grandes ídolos de la afición del Deportes Tolima. Debutó en el profesionalismo en el año de 1995 con el 'Vinotinto y Oro'. Desde entonces, su gambeta y gran velocidad se convirtieron en su fuerte para marcar goles de gran factura con el equipo tolimense. Desde 2003 hasta 2005, jugó en el Al-Jazira de Emiratos Árabes Unidos, último club que tuvo al gran delantero nacido en la tierra 'Heroíca'. Murió el 8 de enero de 2006, a la edad de 27 años, en una discoteca aledaña al sector de La Boquilla en la capital de Bolívar, donde se encontraba departiendo con unos amigos. En Colombia, también jugó en el Atlético Junior, en el año 2000. Aparte de ello, fue tenido en cuenta en la Selección Colombia de Mayores que ganó la Copa América de 2001 y participó en la Copa Confederaciones de 2003. Era conocido por la afición del elenco 'Musical' y el país futbolero como el 'Chocolatín', por su color de piel y su buena forma física.
Pasarían como Directores Técnicos del Deportes Tolima en la segunda parte de los 90: Julio Avelino Comesaña, "el Cacique" Jorge Luis Bernal, "el Polaco" Álvaro Escobar, el protagonista de las Copas Conmebol el inolvidable "Tucho" Humberto Ortiz, el peruano Gerardo González, el uruguayo Juan Martín Mugica, el "Piscis" Carlos Restrepo, el "chiqui" Luis Augusto García, Diego Edison Umaña, el "Matemático" Néstor Otero, el "Nano" Miguel Augusto Prince y Luis Fernando Suárez técnico mundialista con la Selección del Ecuador.
Los Años 1990 en general y la segunda mitad de la década marcaron al Deportes Tolima por el paso de grandes nombres del fútbol colombiano y hasta mundial, tanto en la dirección técnica como en las nóminas, recalcando la importancia histórica que tiene el equipo ibaguereño, que se denotaría en las buenas campañas de finales de la década y muy buenas participaciones en la Copa Conmebol dejando en alto al país, y terminando con éxito una década llena de historias y contrastes.

### 2000-2009

#### Primer título
En la Temporada 2003 del fútbol colombiano, el Deportes Tolima conformó un muy buen plantel con jugadores importantes como Diego Gómez, Justiniano Peña, Freddy Hurtado, Hernando Patiño, Ricardo Ciciliano, Arley Dinas, Rogeiro Pereira, John Charria, Henry Zambrano, Alex Comas, Yulián Anchico, y Óscar Briceño, entre otros.
El equipo clasificó a los cuadrangulares antes de que se terminara la fase del todos contra todos. El Tolima jugó el cuadrangular previo a la final frente al Junior de Barranquilla, Atlético Nacional, y el Independiente Medellín jugando un muy buen fútbol especialmente en el primer partido del cuadrangular cuando le ganó a Atlético Nacional en Medellín por 2:1 con una excelente actuación de Arley Dinas quien anotó uno de los goles del conjunto 'Vinotinto'. El último partido fue con Atlético Nacional en el Estadio Manuel Murillo Toro de la ciudad de Ibagué, el otro partido del cuadrangular se jugó en el Estadio Atanasio Girardot entre el Independiente Medellín y el Junior de Barranquilla. Para que el Tolima jugara la final, tenía que ganarle a Atlético Nacional por diferencia de dos goles y que el Independiente Medellín le ganara al Junior de Barranquilla sin que el equipo costeño marcara goles. El resultado que parecía imposible para muchos, se dio pues en Ibagué el vinotinto y oro ganó 2-0 con goles de Ricardo Ciciliano, siendo el segundo gol en el minuto 90 de la segunda parte. En el estadio Atanasio Girardot, el Junior cayó por la mínima diferencia frente a el Independiente Medellín.
La primera final se disputó el miércoles 17 de diciembre en Ibagué. Tolima derrotó al Deportivo Cali 2-0; los dos goles los convirtió el brasilero Rogeiro Pereira. El domingo 21 de diciembre el partido de vuelta se jugó en el Estadio Olímpico Pascual Guerrero de la ciudad de Cali. El resultado fue 3-1 a favor de los azucareros, el cual forzó dos tiempos de quince minutos en los que no se presentó ninguna anotación y llevó el partido a penales. Para el Tolima cobraron: Freddy Hurtado (anotó), Hernando Patino (erró), John Charria (anotó), Rogeiro Pereira (anotó) y, por último, el uruguayo Jorge Artigas quien anotó para darle el triunfo al cuadro tolimense. El arquero Diego Gómez atajó dos penales, uno de ellos a Mayer Candelo. Este fue el logro más importante del Deportes Tolima hasta la fecha, al conseguir su primera estrella en el fútbol profesional colombiano.

#### Copa Libertadores 2004
En la Copa Libertadores 2004, Tolima quedó tercero en el Grupo 6 de primera fase, el cual también estaría integrado por River Plate de Argentina, Deportivo Táchira de Venezuela y Club Libertad de Paraguay, el Vinotinto sumó 5 unidades por encima de Libertad, producto de 1 victoria por 3 - 2 contra el equipo Paraguayo en Ibagué, 2 empates; el primero en Asunción por 0 - 0 mientras que el segundo sería por 1 - 1 en Ibagué frente al Táchira y 3 derrotas, las más recordadas fueron la laureada visita del Vinotinto y Oro al Estadio Monumental de Nuñez de Buenos Aires, en donde jugó bien cayendo por la mínima diferencia y el emocionante Tolima 2 - 3 River Plate, en el cual el equipo dirigido por Leonardo Astrada sufrió apuros en su visita al Manuel Murillo Toro, las anotaciones fueron por los Pijaos de Ricardo Ciciliano y Justiniano Peña mientras que para River marcaron Rolfi Montenegro 2 veces y Fernando Cavenaghi.

#### Copa Sudamericana 2006
En la Copa Sudamericana 2006 el Pijao ganó el partido de ida 3-1 al Deportivo Independiente Medellín en el Estadio Manuel Murillo Toro de Ibagué con goles de John Charria, Carlos Darwin Quintero y Juan Carlos Escobar y en la vuelta empató 1 - 1 en el Estadio Atanasio Girardot con un gol de Yulián Anchico para así clasificar con un marcador global de 4 - 2, en los octavos de final en el partido de Ida en Ibagué Deportes Tolima empató 1 - 1 con Mineros de Guayana equipo venezolano que en la vuelta en Ciudad Guayana también le empató al Pijao por 2 - 2 empezó ganando el Mineros con Gol de Chad y autogol de Hilario Cuenú y en la agonía del partido empataría gloriosamente con un gol de Jorge Horacio Serna y un gol de 40 m sin dejarla caer de John Charria para así clasificar por mayor número de goles anotados en condición de visitante, el Deportes Tolima quedó eliminado en cuartos de final frente a Pachuca de México, en la Ida en el Estadio Manuel Murillo Toro Tolima ganaría 2 - 1 al Pachuca, goles de Charria a los 5 PT, Pablo Cavallero para los 'Tuzos'¨ al 41 PT y en la Agonía del Partido marcaría Dumar Rueda un gol de 37 m que pegaría en la base del poste derecho defendido por el también Colombiano Miguel Calero, un triunfo muy recordado por la hinchada tolimense, a pesar de que en el partido de vuelta el Pachuca goleara 5 - 1 al Tolima en el Estadio Hidalgo, Deportes Tolima quedó eliminado después de la presentación continental ante el Pachuca que al final se coronó campeón de la Copa Sudamericana 2006.

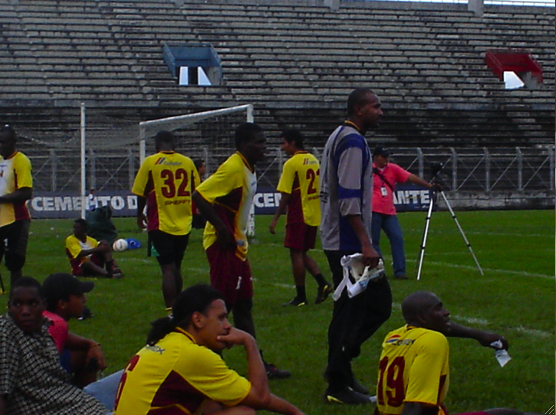
Entrenamiento en el Murillo Toro

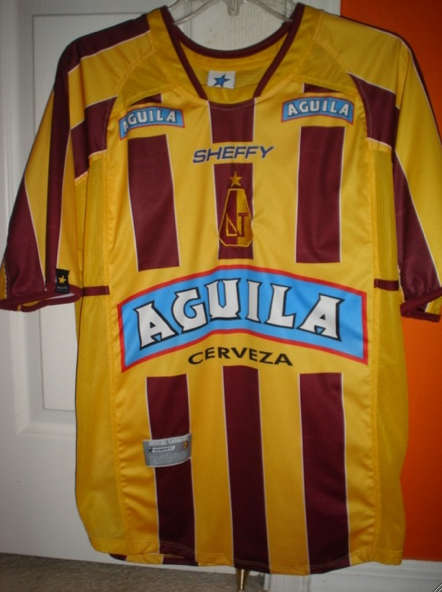
Camiseta Sheffy Titular 2006

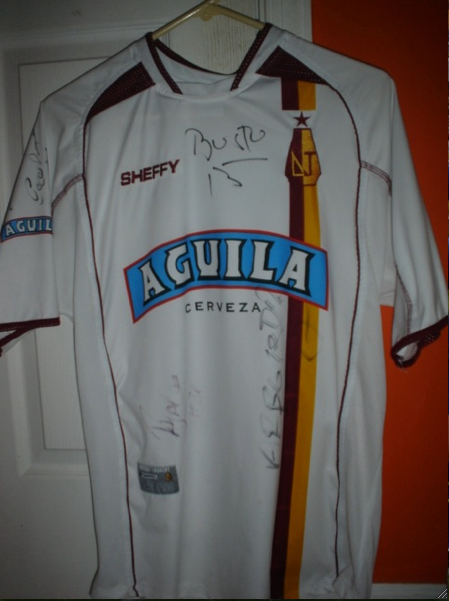
Camiseta Sheffy Alternativa 2006

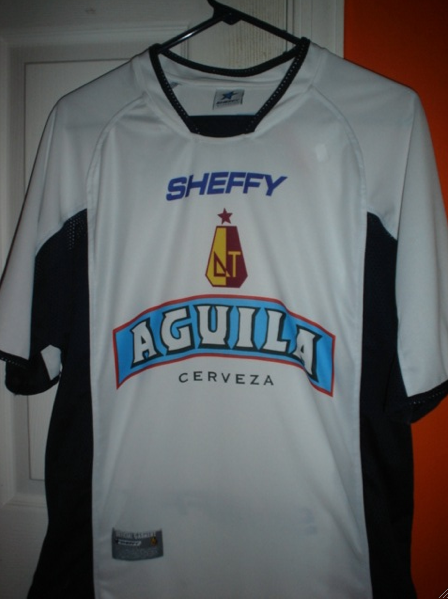
Camiseta Sheffy de Entrenamiento 2006

#### Torneo Finalización 2006
En el torneo finalización de 2006, el Deportes Tolima, teniendo como técnico al ibaguereño Jorge Luis Bernal, jugó el cuadrangular semifinal contra Atlético Nacional, Boyacá Chicó y Deportivo Pasto. Tolima finalizó primero de su grupo accediendo a la final, donde enfrentaría al Cúcuta Deportivo. El partido de ida se jugó en el estadio General Santander de Cúcuta con victoria local 1-0. El encuentro de vuelta se jugó en el estadio Manuel Murillo Toro de Ibagué y fue un empate 1-1, coronando al Cúcuta Deportivo como campeón. En esa temporada se destacaron jugadores como Yulián Anchico, Agustín Julio, Óscar Briceño y Daniel Briceño, John Charria, Juan Carlos Escobar, Gilberto García, César Rivas, César Vásquez, Hilario Cuenú, Gerardo Vallejo y una de las revelaciones del año, el juvenil Carlos Darwin Quintero.

#### Copa Libertadores 2007 y Torneo Finalización 2007
Para el campeonato colombiano y la Copa Libertadores 2007, el Deportes Tolima fichó a una buena cantidad de jugadores, como los argentinos Diego Cochas, Nicolás Ayr, y Gustavo Savoia, y los colombianos Jorge Perlaza (ex Deportes Quindío), Ricardo Álvarez (ex Deportivo Pereira), Roller Cambindo (ex Millonarios), Janer Serpa (ex Envigado), Hernando Patiño (ex Deportivo Cali), Leiner Rolong (ex Junior), y Gustavo Bolívar (ex Envigado). Tras la salida del técnico Jorge Luis Bernal al Cúcuta Deportivo, llegó el joven vallecaucano Jaime de la Pava quien pasó por Deportivo Cali, América de Cali, Once Caldas, Santa Fe, y una selección Colombia sub 23. Finalizado el quinto partido del grupo 3 entre Cerro Porteño de Paraguay y Deportes Tolima, con derrota para el equipo 'vinotinto y oro' 1-0 en un mal partido, y tras 5 juegos en línea perdidos con tan solo un gol a favor, el técnico Jaime de la Pava salió del equipo dejando su lugar temporalmente al Tolimense Hernán Torres, preparador de arqueros quien es primo de aquel recordado arquero figura en el título de la Primera B, Freddy "Chito" Torres. Hernán Torres fue asistente técnico de Miguel Augusto Prince en el conjunto tolimense en la temporada 2005.
El Deportes Tolima quedó eliminado en primera fase de la Copa Libertadores, luego de caer derrotado en su estadio frente al Cúcuta Deportivo por un marcador de 3:4, ocupando el tercer puesto del grupo 3, superando únicamente a Cerro Porteño de Paraguay.
En el Torneo Finalización 2007 quedó cuarto con treinta y tres puntos clasificó a los cuadrangulares y quedó en el grupo B junto a La Equidad, Deportivo Pasto y Boyacá Chicó pero el equipo Tolimense quedó tercero del Grupo B con seis puntos.

#### Año 2008
En el Torneo Apertura, Deportes Tolima cumplió una pésima campaña quedando en el último lugar de la tabla de posiciones con apenas 15 puntos tras 18 partidos, en la que sería la peor campaña Pijao del siglo XXI. Esto ya que habían salido muchos jugadores importantes en campañas anteriores como era "El Mago" John Charria que es Vendido a Atlético Nacional, Agustín Julio que es vendido al Santa Fe de donde provino en 2005; Tolima ganó el doble de dinero de lo que invirtió por el jugador, Jorge Horacio Serna y "El científico del Gol" Carlos Darwin Quintero; joven promesa formada en la cantera Tolimense quien sería vendido al Santos Laguna de México. A pesar del resultado del 1.er semestre, don Gabriel Camargo decidió dar la continuidad a Hernán Torres como Director Técnico al frente del equipo, se contratan jugadores de experiencia como Rodrigo Marangoni, Juan Carlos Ramírez, Christian Marrugo, Yair Arrechea, Gustavo Bolívar y jóvenes promesas como Wilder Medina; goleador de la Copa Premier con Patriotas Boyacá, Franco Arizala, el tolimense Jorge Bocanegra y Darío Alberto Bustos, así el adiestrador ibaguereño Hernán Torres llevó al equipo a las semifinales del Torneo Finalización, luego de quedar primero en la fase de todos contra todos.
En el Torneo Finalización, Tolima jugaría las semifinales en el Cuadrangular A, perdiendo en la 1.ª fecha con el Independiente Medellín en el Estadio Atanasio Girardot en la 2.ª fecha ganaría en Ibagué un agónico partido ante La Equidad por 2 - 1; donde faltando diez minutos para acabarse el partido el Vinotinto y Oro empataría el marcador con un tanto de cabeza de Jorge Perlaza tras un tiro libre de larga distancia de Rodrigo Marangoni. De la misma manera Marangoni levantó el balón en el minuto 90 para que Franco Arizala en el área chica peinase el balón con la pierna y la enviara al fondo de la red, en la 3.ª fecha el Pijao volvería al estadio Atanasio Girardot de Medellín donde Yair Arrechea sería el anotador del empate Pijao al marcar de cabeza tras centro de "Marangol" en el minuto 12 del primer tiempo, allí seguirían 77 minutos donde Breiner Castillo se convertiría en el Héroe del partido amargando la noche a la afición Verdolaga con el 1 - 1 final, Equidad perdía las esperanzas tras perder sus dos partidos con Independiente Medellín mientras que Tolima y Atlético Nacional debían ganar en Ibagué por la 4 fecha a como diera lugar para tener opción matemática de llegar a la final.
En un duelo emocionante, Tolima le ganaría 2 - 1 a Atlético Nacional, los goles al minuto 5 Tras tiro libre al arco de Marangoni soltaría el arquero Blandón y Yair Arrechea le marcaría por segunda vez de cabeza a Atlético Nacional en 2 partidos, al minuto 30 Giovanni Moreno recibiría un pase en el área y pegándole irregularmente al balón este entraría en el arco ayudado por el húmedo césped de aquel lluvioso día en Ibagué, de allí en adelante los 31.000 asistentes al estadio Manuel Murillo Toro y millones de Colombianos verían minutos de opciones de arco a arco, intensidad en cada jugada sin llegar propiamente al juego brusco o las faltas, el balón estaba en los ojos de los Colombianos, Sergio Galván Rey estuvo cerca del gol pero diversos factores se lo impidieron, Giovanni Moreno intentaba por un arco, Rodrigo Marangoni y Jorge Perlaza por el otro, en el minuto Juan Carlos Ramírez "El Gladiador" filtraría un pase de 50 metros a sorpresa de la zaga Verdolaga y el público, y en una corrida diagonal impresionante Franco Faustino Arizala interceptaría el pase sobre la carrera, le achicaría Blandón al cual pasaría como un tren y con el arco solitario detuvo el balón e inmediatamente de borde interno hace el gol definitivo.
Ya en la fecha 5 en el estadio El Campín de Bogotá, La Equidad ganó por 2 - 0 al Tolima, terminando con las ilusiones tolimenses, mientras que Atlético Nacional y Independiente Medellín empatarían, a falta de una fecha y con 4 puntos por encima de Tolima, el Independiente Medellín sería finalista, en la 6.ª fecha en un partido llamativo en lo técnico, Tolima golearía 4-1 al finalista Independiente Medellín, donde el arco defendido por Aldo Bobadilla sería vencido 4 veces por la contundencia Pijao, terminando Independiente Medellín 1.º con 12 puntos, segundo Tolima con 11, sería un cierre formidable para una memorable Campaña como el inicio de una era de Idilio futbolístico para el Vinotinto y Oro.
Un hecho extradeportivo marcó la historia del Tolima en el campeonato, las presuntas amenazas de muerte de directivos del Envigado F. C. a dos jugadores, según denunció el presidente del club Gabriel Camargo, y ratificó el entrenador Torres. Las amenazas fueron negadas por el presidente del club antioqueño, quien se negó a entablar acciones en contra del Tolima a pesar de haberlo anunciado, debido a las disculpas presentadas por el Tolima. Por su parte, la División Mayor del Fútbol Colombiano no entabló sanciones contra los clubes. Pese a ello, remitió el caso a la Fiscalía General de la Nación donde se adelanta la investigación correspondiente.

#### 2009
Ya en el año 2009, al igual que en 1983, 2003 y 2006, el presidente del club Gabriel Camargo anunció que existe la posibilidad que el equipo no juegue el campeonato debido a su falta de patrocinio, y por el déficit presupuestal del equipo que asciende a 4000 millones de pesos.
El 20 de enero de 2009, Gabriel Camargo le pidió formalmente a los jugadores que busquen otros equipos, ya que el club no saldrá para jugar en la temporada. A pesar del anuncio, la División Mayor del Fútbol Colombiano (Dimayor) incluyó al Tolima en el sorteo del campeonato. Asimismo, el presidente de la entidad, Ramón Jessurún, explicó que si el Deportes Tolima no juega el Torneo Apertura, quedará sancionado por un año del fútbol profesional y cuando decida regresar lo hará desde la Categoría Primera B.
Para evaluar la situación del Tolima, la Dimayor convocó a una Asamblea extraordinaria con los presidentes de los 36 clubes afiliados el 26 de enero, al término de la cual se rechazó por unanimidad la solicitud del Tolima de no jugar en 2009, y en caso de no hacerlo recibirá las sanciones anunciadas. Para ello se le dio al club un ultimátum de tres días, al término del que se confirmó la participación del Tolima en el campeonato 2009, y que no cambiará de sede mientras exista.
En el Torneo Apertura, Deportes Tolima fue el mejor equipo de la fase todos contra todos al sumar 32 puntos, con 10 partidos ganados. En los cuadrangulares semifinales enfrentó a los equipos Once Caldas, Boyacá Chicó y La Equidad, el club de Ibagué siempre tuvo opción para luchar por el cupo a la final. No obstante, la derrota en la última fecha en Bogotá frente a La Equidad privó a los 'Pijaos' de seguir en búsqueda del título.
Para el Torneo Finalización 2009 Tolima volvería a hacer una muy buena campaña, ganando puntos tanto de Local como de Visitante, en tan solo dos semanas hizo 12 puntos de 12 posibles, producto de 4 partidos, el 3-1 contra Atlético Huila en Ibagué por el Clásico del Tolima Grande, el 0-1 un Miércoles contra el encopetado Deportivo Cali ante 25 000 vallunos con gol de larga distancia de Juan Carlos Ramírez, el 0 - 2 ante Millonarios con goles del ex Millonarios y ex Deportivo Cali Milton Rodríguez; quien lo celebró intensamente con la hinchada Pijao en el Campin de Bogotá ante 40.000 capitalinos, y un autogol también de cabeza del defensor albiazul Mauricio Casierra ante el que se coronaría ese semestre como campeón el Independiente Medellín, quien sostenia además el liderato y se imponía primero en el marcador tras un penal bien convertido por el goleador Poderoso Jackson Martínez, pero luego el Deportes Tolima sería el verdadero Poderoso con goles de Marangoni de Tiro Libre a 35 metros del arco defendido por Aldo Bobadilla, de Jorge Perlaza en un contragolpe muy rápido con definición impecable ante la veloz salida del arquero y de Wilder Medina tras rápido y vistoso toque de balón que capitalizaría en un remate inatajable el goleador de Puerto Nare. En las siguientes fechas del Todos Contra Todos seguiría cosechando triunfos como el 1 - 3 ante Real Cartagena en el Jaime Moron Leon de la Heroica, terminaría la fase en Barranquilla donde estuvo a punto de eliminar al Junior pero terminaría perdiendo 1-2 y se alargaria la vibrante lucha por La Reclasificación que daría al 1.º cupo a Copa Libertadores y al segundo cupo a Copa Sudamericana.
Ya en Cuadrangulares, sin opciones matemáticas de clasificar a la final tras muchos empates y peleando por la reclasificación, llegaría al Estadio Nemesio Camacho El Campin un miércoles decembrino para sumar puntos que le llevaran a la Libertadores, en frente tenía al Independiente Santa Fe, quien hasta ese partido fue líder del cuadrangular y principal candidato a Finalista, comenzó el León Capitalino presionando al Tolima, pero por el minuto 20, Tolima empezó a arrimarse al arco de Julio, Marangoni estrelló un tiro libre en el vertical y el 10 Vinotinto desperdició un penal, minutos más tarde sería el 10 cardenal Omar Pérez quien también desperdiciaría un penal tornándose increíble y emocionante el partido, ya en el minuto 27 Darío Alberto Bustos haría gol de tiro libre con al pierna derecha sorprendiendo a la hinchada Cardenal y sobre el final de contragolpe Christian Marrugo armaría un fulminante contragolpe quien él mismo terminaría para convertir con toque en solitario y sutil el segundo gol de Tolima.
En la última fecha Atlético Nacional ganaría en Ibagué y Junior empataría en Barranquilla, siendo el cuadro "Tiburón" quien obtendría el tiquete a la Copa Libertadores y Tolima se conformaría con La Copa Sudamericana 2010; cumpliendo el Tolima una gloriosa campaña en ese torneo continental de 2010, mientras Junior una deficiente campaña en la Copa Libertadores de 2010.

### 2010-2019

#### Apertura 2010
En el Torneo Apertura el equipo 'Pijao' quedó en primer lugar en la fase todos contra todos. Debido a la reducción del calendario por la Copa Mundial de Fútbol de 2010, para este campeonato sólo clasificaron cuatro equipos a las semifinales y el primero se enfrentaría con el cuarto, y el segundo con el tercero.
En el partido de ida en Bogotá empató a dos goles contra La Equidad, y el partido de vuelta, empezó ganando a los 5 minutos con un gol de Franco Arizala tras un descuido de Jhon Viáfara, luego sorpresivamente en un tiro libre de Sherman Cárdenas que dejó inmóvil al arquero Bréiner Castillo le daría el empate al equipo "asegurador", el partido terminó en empate 1-1 y Tolima quedaría eliminado en los tiros desde el punto penal.

#### Torneo Finalización 2010
En el Torneo Finalización el Vinotinto y Oro volvió a quedar primero en la fase todos contra todos. En esta edición volvieron los cuadrangulares semifinales. Deportes Tolima sería cabeza de serie del Grupo A, el cual estaría también conformado por Santa Fe, Atlético Huila y La Equidad.
Tras 2 empates como local frente a los equipos Capitalinos, una victoria como visitante 2 - 3 al Huila, una derrota contra La Equidad en Bogotá y una victoria como local 4 - 3 ante el Atlético Huila en un vibrante partido, Tolima y Santa Fe; los 2 equipos que habían luchado el liderato durante todo el semestre se encontrarían en el partido del Torneo el cual se disputó en Estadio El Campín con aforo total, el cuadro Cardenal con el empate le bastaba para acceder a la Final, en un partido de ida y vuelta con incontables opciones de gol en ambos arcos, hasta que en el minuto 89, Christian Marrugo pasa el balón a Wilder Medina, el goleador que abre el espacio hacia su izquierda y saca un potente e inalcanzable remate al palo izquierdo de Agustín Julio. En la final en Ibagué, Tolima ganaría 2 - 1 al Once Caldas, mientras que en la vuelta caería 3 - 1, quedando subcampeón.

#### Copa Sudamericana 2010
Debido al segundo lugar en la reclasificación del año 2009, el Tolima clasificó para jugar la Copa Sudamericana 2010. En la segunda fase enfrentó al Oriente Petrolero de Bolivia cayendo 1-0 como visitante en el Estadio Ramón Tahuichi Aguilera de Santa Cruz de la Sierra pero luego remontó en casa 2-0, con goles de Wilder Medina y Jorge Perlaza.
En octavos de final se midió contra el Banfield de Argentina. Nuevamente jugó la ida como visitante y cayó 2-0 en el sur del Gran Buenos Aires, pero en Ibagué remontó con un claro 3-0, goles de Wilder Medina, Christian Marrugo y Rodrigo Marangoni.
En cuartos de final, Tolima se midió contra el Independiente de Argentina en Ibagué, empatarían 2 - 2; pese a 2 golazos del Vinotinto, el primero hecho de taco con el balón en el aire de Wilder Medina y el 2.º de tiro libre de Rodrigo Marangoni con el cual periodistas de Fox Sports le calificarían como un David Beckham en las ejecuciones de pelota detenida, ya en Avellaneda en el polémico partido de vuelta(gol mal anulado al Tolima) empatarían 0 - 0, así el Independiente clasificó por la regla del gol de visitante a la Semifinal.

#### Copa Libertadores 2011
Tras obtener el primer puesto en la reclasificación del año 2010, Deportes Tolima accedía a la Llave 1 de la fase previa de La Copa Libertadores 2011, donde se enfrentaría en partidos de ida y vuelta al Corinthians de Brasil, el cuadro paulista contó hasta esos partidos con la participación de los campeones mundiales Roberto Carlos y Ronaldo,
Como otro dato histórico quedara que Ronaldo jugó su último partido oficial en el Estadio Manuel Murillo Toro de Ibagué, ante el Deportes Tolima. pues tras las reacciones de la hinchada y principalmente aceptar que su salud no le permitía continuar un ritmo altamente competitivo el astro decidió retirarse del fútbol de competencia, no jugó otro partido oficial posteriormente, tal que aquel siempre será recordado como el último partido del máximo goleador de los mundiales, Ronaldo. Deportes Tolima logró dejar por primera vez en la historia de la Copa Libertadores de América a un club brasileño en la primera fase.
Tolima ya habiendo clasificado al Grupo 7, conformado por Guaraní, Cruzeiro y Estudiantes de La Plata. En este grupo Tolima ganaría ambos compromisos ante el conjunto paraguayo, empataría como local ante Cruzeiro y luego cayó en Arena do Jacare en Sete Lagoes, pero Christian Marrugo marcaría el único gol que recibió Cruzeiro en la fase de grupos, mientras que el equipo pincharrata cayó por 1-0 en el Estadio Ciudad de La Plata y empató con el mismo en Ibagué, quedando tercero a tan solo dos puntos del equipo argentino, cumpliendo una buena presentación en este certamen continental pero tristes tras no Haber clasificado a la segunda fase.
En el campeonato colombiano en el Torneo Apertura clasifica segundo en el todos contra todos y queda eliminado en semifinales por Atlético Nacional y en el Torneo Finalización queda en la posición 15.

#### Copa Sudamericana 2012
Debido al quinto lugar en la reclasificación del año 2011, el Tolima clasificó para jugar la Copa Sudamericana 2012.en la primera fase se enfrentó al equipo Deportivo Lara de Venezuela , En el partido de Ida en el estadio Manuel Murillo Toro quedó 3-1 el encuentro en el partido de vuelta en el estadio Estadio Metropolitano de Cabudare quedó 0-0 ganando la serie el Deportes Tolima 3-1 , En la segunda ronda se enfrentaba al conjunto Universidad Católica , El partido de ida se realizó en el Estadio San Carlos de Apoquindo ganando el encuentro el equipo de Universidad Católica 2 por 0 , el partido de vuelta se realizó en el estadio Manuel Murillo Toro ganando el partido el Deportes Tolima 3-1 terminando en un global de 3-3 en donde se aplicó la regla de gol de visitante y le diera la victoria al equipo chileno y así dejando al Deportes Tolima eliminado de la Copa Sudamericana 2012.
En el torneo local en el Primer Semestre queda primero en el todos contra todos y en cuadrangulares quedó tercero del Grupo A siendo superado por Deportivo Pasto y Deportivo Cali y nada más superado al Atlético Huila y en el torneo finalización queda sexto en la fase regular y en los cuadrangulares finales queda cuarto del Grupo A siendo superado por Millonarios, Deportivo Pasto y Junior.

#### Transformación en Sociedad Anónima
Debido a la nueva ley del deporte, que surgió como consecuencia a la Crisis en el fútbol colombiano de 2010-2011, el Deportes Tolima está actualmente en un proceso de transformación en Sociedad Anónima. El 23 de agosto de 2011, el presidente del club, Gabriel Camargo, anunció que el nuevo nombre de la institución sería Tolima Fútbol Club S.A., lo cual generó malestar entre algunos aficionados del equipo vinotinto y oro.

#### 2013
En el Torneo Apertura 2013 Deportes Tolima quedó en 5° lugar en el todos contra todos, tras el sorteo de los cuadrangulares participó en el grupo B junto a Atlético Nacional, Águilas Doradas y Deportivo Pasto, quedando eliminado por Águilas Doradas dándole el paso a la final a Atlético Nacional.
Ese mismo año, el Deportes Tolima jugó la Copa Libertadores 2013 a la que clasificó al terminar como el mejor equipo en la reclasificación de la temporada 2012, accediendo a la fase previa donde jugó una serie de ida y vuelta ante el equipo peruano César Vallejo, ganando el primer juego por 1-0 y empatando en la vuelta 1-1, permitiendo al vinotinto y oro acceder a la fase de grupos. Compartiría el grupo 6 ante el también equipo colombiano Santa Fe, Real Garcilaso de Perú y Cerro Porteño de Paraguay. Su primer juego fue de local en Ibagué ante el equipo paraguayo, ganando por 2 a 1. Su segundo partido fue de visitante en Bogotá ante Santa Fe donde sacó un empate. Los siguientes partidos fueron ante el Real Garcilaso, siendo el primer juego derrota contra el equipo peruano de local, el segundo fue victoria para el equipo tolimense esta vez de visitante en Cuzco por 0-3. Sus últimos juegos serían ante Santa Fe de local y Cerro Porteño de visitante en Asunción, perdiendo el primero por marcador de 1-2 y empatando el último partido sin goles ante los paraguayos terminando con la participación del equipo tolimense en el torneo continental en la tercera posición con 8 puntos.

#### 2014: Copa Colombia
En 2014 tuvo una regular campaña quedando en el último puesto en la tabla general del Torneo Apertura, en el Torneo Finalización 2014 clasificó séptimo con 28 puntos a los cuadrangulares donde quedó último detrás de los equipos Independiente Medellín, Deportivo Cali y Águilas Pereira.
Este año el equipo quedó campeón de la Copa Colombia; fue primero del grupo F o grupo seis enfrentando a Deportes Quindío, Once Caldas, Atlético Huila, Fortaleza y Deportivo Pereira, en octavos de final eliminó a Independiente Medellín, en cuartos de final al Atlético Nacional y en semifinales a Patriotas Boyacá. Con una victoria en casa 2-0 sobre Santa Fe y una derrota en el Campín 2-1, quedó el global 3-2, logrando su primer título en Copa Colombia.

#### 2015
En 2015 Deportes Tolima clasificó de 7 a los cuartos de final en la última fecha del todos contra todos, dejó en el camino al Atlético Huila, y fue eliminado por Independiente Medellín.
Para el segundo semestre tuvo participación en 3 torneos la Copa Colombia 2015, Copa Sudamericana 2015 y el Torneo Finalización, en la Copa Colombia quedó eliminado en cuartos de final por el equipo Junior con un global de 3-2 a favor del conjunto barranquillero. En el Torneo Finalización 2015 llegó hasta las semifinales derrotando en cuartos de final al conjunto del Once Caldas en el partido de ida perdió 1-0 y en el partido de vuelta el Deportes Tolima dio la vuelta al marcador con un 3-1 y el marcador global de 3-2 , en semifinales enfrentó al conjunto de Junior en donde el conjunto pijao perdió ambos encuentros por la mínima diferencia y un marcador global de 2-0 y dejando así eliminado al Deportes Tolima. Gracias a la reclasificación pudo entrar a competir la Copa Sudamericana 2016.
En la primera fase se enfrentó al equipo Carabobo F. C. de Venezuela. En el partido de ida en el estadio Polideportivo Misael Delgado quedó 0-0 el encuentro. En el partido de vuelta en el estadio Estadio Metropolitano de Techo quedó 0-0 forzando la definición por penales ganando la serie el Deportes Tolima 3-1.
En la segundo ronda se enfrentaba al conjunto Junior. El partido de ida se realizó en el estadio Estadio Metropolitano de Techo ganando el encuentro el equipo de Barranquilla 1 por 0. El encuentro de vuelta se realizó en el estadio Estadio Metropolitano Roberto Meléndez ganando el partido el Deportes Tolima 2-0 y posteriormente se clasificaba a los octavos de final enfrentándose al conjunto paraguayo Sportivo Luqueño.
El partido de ida finalizó 1-1 favoreciendo al equipo paraguayo, y en el partido de vuelta el conjunto Sportivo Luqueño superó 1-0 al Deportes Tolima así dejándolo eliminado de la Copa Sudamericana 2015.

#### 2016
El Deportes Tolima gracias a la reclasificación pudo entrar a competir la Copa Sudamericana 2016. Fue eliminado en primera fase por el equipo venezolano Deportivo La Guaira, en duelo de ida en el estadio Manuel Murillo Toro finalizó 0-0, y en partido de vuelta en el estadio estadio Metropolitano de Lara el equipo Deportivo La Guaira anotó un solitario gol con el cual eliminó al conjunto pijao de la Copa Sudamericana 2016.
El Torneo Apertura no fue lo que se esperaba y el equipo no clasificó a las instancias finales del fútbol colombiano ocupando el puesto 12, por lo que no hacía esperar una actuación sobresaliente del equipo vinotinto y oro en el segundo semestre. Sin embargo, en el Torneo Finalización logró clasificarse a los play-off, al terminar tercero en la fase regular con 33 puntos. Su rival en los cuartos de final fue Patriotas Boyacá el cual dejó en el camino por medio de la tanda de penales, donde la figura fue Joel Silva, que además atajó opciones del equipo boyacense en el juego de vuelta. En la semifinal su rival fue Atlético Bucaramanga, el primer juego fue de visitante donde perdió 0-1, por lo que debía buscar la victoria en el Murillo Toro para tener la oportunidad de acceder a la final, en la vuelta el equipo pudo superar al equipo santandereano a falta de 13 minutos con marcador de 2-1 que obligó buscar al finalista por medio de los penales, siendo el Deportes Tolima el equipo vencedor por 4-2 llegando a la final donde se enfrentó con Santa Fe después de que este eliminara a Atlético Nacional. En el primer partido de la final se jugó en Ibagué en el cual ninguno de los dos equipos se hizo daño, en el partido de vuelta Santa Fe derrotó al Deportes Tolima por la mínima diferencia privando de un nuevo título al vinotinto y oro.
Por ser el semifinalista con mejor rendimiento en la Copa Colombia 2016 logró participar en la Copa Sudamericana 2017, dado que Atlético Nacional y Junior, campeón y subcampeón del torneo, ya habían conseguido cupo a competición internacional.

#### Segundo título en 2018
La nueva temporada para el Vinotinto y Oro arrancaba con muchas expectativas, a pesar de las bajas de jugadores importantes como Santiago Montoya y Avimiled Rivas se mantuvo una base de jugadores habituales en el equipo de torneos anteriores, además de la incorporación de jugadores como Robin Ramírez en su retorno al equipo, Rafael Robayo y el portero Álvaro Montero que sería posteriormente de gran importancia en el transcurso del campeonato, así comenzaba el Torneo Apertura para el equipo tolimense.
Las primeras fechas no fueron buenas para el Deportes Tolima, logrando tan solo 4 puntos en 5 partidos llegando así a la primera parte del campeonato a ubicarse por fuera del grupo de los 8 y con un juego pendiente por disputar ante su clásico rival Atlético Huila, sin embargo a partir de la fecha 10 logra consolidar una regularidad importante que le permite conseguir una racha de seis victorias y solo una derrota en 10 juegos, obteniendo la clasificación a los cuartos de final con dos fechas de anticipación ubicándose tercero en la tabla de posiciones con 33 puntos.
En cuartos de final fue emparejado contra el Once Caldas, siendo derrotado por 1-0 en el juego de ida en Manizales, lo que obligaba al equipo tolimense a buscar la victoria en su casa para remontar la serie y poder clasificar a semifinales, el juego de vuelta fue poco obstáculo para el Tolima que venció con autoridad por 3 a 0 con goles de Omar Albornoz, Yohandry Orozco y autogol de Peralta. Ya en semifinales su rival sería el Independiente Medellín, jugando el primer partido en el Murillo Toro en donde conseguiría una ventaja mínima al ganar por 1-0 con gol de Ángelo Rodríguez, en el segundo partido el Tolima sería vencido por la mínima diferencia, lo que significaba que la serie debía resolverse por tanda de penales, en la que su portero Álvaro Montero sería figura al atajar el cuarto penal, de esta manera el Deportes Tolima ganaría por 5 a 3, logrando el pase a la Gran Final del torneo. Su rival en esta instancia sería Atlético Nacional disputándose el primer partido en Ibagué en condición de local y el segundo en Medellín, en la final de ida, disputada el 6 de junio, el cuadro Pijao cayó 1-0 en Ibagué, pero en la vuelta que se disputó el 9 de junio en el Atanasio Girardot, el Deportes Tolima logra empatar el global (2-2) con gol de Sebastián Villa al minuto 47 y Danovis Banguero con un gol agónico al minuto 90+3, quedando así la definición por el título desde el punto de los 11 metros, donde obtuvo el triunfo por 4 a 2 con gol final de Marco Pérez logrando así ser campeón sumando con esto su segunda estrella en el escudo, además de conseguir la clasificación a la Copa Libertadores 2019. En esta ocasión, y al igual que en su primer título en 2003-II, el Tolima fue campeón por medio de los lanzamientos desde el punto penal y por fuera de su estadio.

#### 2019
Por séptima ocasión el cuadro Vinotinto y Oro participó en la Copa Libertadores, siendo ubicado en el grupo G junto a Athletico Paranaense de Brasil, Boca Juniors de Argentina y Jorge Wilstermann de Bolivia, teniendo un desempeño de 2 victorias, 2 empates y 2 derrotas en 6 juegos, terminando en el tercer lugar de su grupo quedando eliminado de la competición. A pesar de esto, el tercer lugar le permitió jugar la segunda fase de la Copa Sudamericana ante Argentinos Juniors, culminando su participación luego de caer 1-0 en el global.
En cuanto al plano local, gracias al título conseguido el año anterior por primera vez en su historia el Deportes Tolima disputa una final de la Superliga de Colombia ante el Junior. En el partido de ida, Deportes Tolima gana en condición de visitante por 1-2 y en la vuelta en el Estadio Manuel Murillo Toro los visitantes ganan 0-1 dejando el marcador global 2-2, motivo por el cual se lleva la final a los cobros desde el punto penal cayendo el cuadro pijao por un 0-3.
Tanto en el Torneo Apertura como en el Finalización el equipo tolimense mantiene su rendimiento y clasifica a los cuadrangulares de cada semestre terminando la fase regular en la tercera y sexta posición respectivamente, ambos torneos con 32 puntos. Debido a su desempeño en el año, el Tolima consigue mediante la reclasificación el pase a la Copa Libertadores 2020.

### 2020
En 2020 el Deportes Tolima jugaría la fase previa de la Copa Libertadores 2020, sembrado en la fase 2 enfrentó al Club Deportivo Macará, el partido de ida se jugó en el Estadio Bellavista, en el que el 'Pijao' ganaría por la mínima diferencia, para el partido de vuelta, jugado en el Estadio Manuel Murillo Toro, el Tolima volvería a ganar por la mínima diferencia; la gran figura de esa serie fue Jaminton Campaz, quien anotó todos los goles del marcador global. Después de ganar ambos partidos el Tolima avanzaría a la fase 3 de la Copa Libertadores 2020, donde quedaría eliminado por el Sport Club Internacional, con un marcador global de 1-0, resultado de empate como local en el partido de ida, y una derrota por la mínima diferencia en el Estadio Beira-Rio.

#### Tercer título y subcampeonato en 2021
El Deportes Tolima se consagró campeón del Torneo Apertura 2021, logrando así su tercer título por Liga, derrotando en la final a Millonarios en Bogotá, bajo la dirección técnica de Hernán Torres y con una destacada actuación del arquero Álvaro Montero en la campaña.
En el Torneo Finalización, Deportes Tolima llegó de nuevo a la final, donde buscó su primer título cerrando como local en el Estadio Manuel Murillo Toro, lugar en el que los hinchas rindieron homenaje al propietario del club, Gabriel Camargo. Al final, Deportivo Cali se impuso por 1-2 (global de 2-3), cerrando el año el equipo 'Vinotinto y Oro' con un título y un subcampeonato, siendo este uno de los mejores años de su historia.

#### Título Superliga de Colombia en 2022
Por segunda vez en su historia el Deportes Tolima disputa una final de la Superliga de Colombia, esta vez ante el Cali. En el partido de ida, Deportes Tolima iguala en condición de visitante por 1-1 y en la vuelta en el Estadio Manuel Murillo Toro como locales ganan 1-0. Marcador global de 2-1, obteniendo asi de esta manera este nuevo Título.

## Símbolos

### Bandera

Bandera tradicional del Deportes tolima.

Consiste en dos franjas en sentido horizontal, una de color vinotinto que simboliza la sangre derramada por los héroes tolimenses en las luchas de la independencia y la otra de color amarillo que simboliza la riqueza minera del departamento.

### Escudo

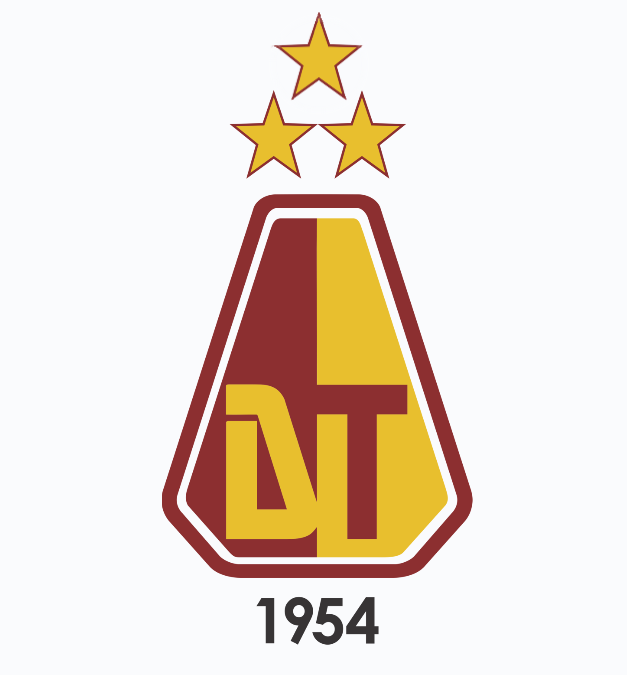

El escudo Club Deportes Tolima identifica esta institución con la bandera del departamento del tolima por sus colores.
Dentro de dicho escudo se encuentran las letras D (en color dorado) y T (en color vinotinto) que significan Deportes Tolima

### Mascota
La mascota oficial del Deportes Tolima es Pigjao, un cerdo de raza criolla casco de mula. Fue presentado al público en agosto de 2023. Pigjao se caracteriza por ser un personaje simpático y comprometido con el equipo, buscando fortalecer la unión entre la afición y el club. Su nombre hace referencia a la raza indígena Pijao, de la que proviene. Pigjao también tiene su propia cuenta en redes sociales como @pigjao54. Ver información y ficha técnica. https://clubdeportestolima.com.co/2023/08/11/conoce-a-pigjao/

## Uniformes
- Uniformes Deportes Tolima

Desde sus inicios hasta el año 1957 el uniforme que se utilizó fue camiseta con rayas de color azul celeste y blanco, las pantalonetas de color negro. Después se cambió para que representará los colores de la bandera del departamento del Tolima siendo así en el presente.

### Evolución uniforme local
| 1955 | 1957 | 1981 | 1982 | 1986 | 2001 - 2002 | 2003 - 2006 | 2007 - 2009 |

| 2010 - 2012 | 2013 - 2014 | 2014 - 2015 | 2016 - 2017 | 2018 | 2019 - 2020 | 2020 - 2021 | 2022 |

| 2023 | 2024 | 2025 - Actual |

### Evolución uniforme visitante
| 1981 | 2010 - 2012 | 2013 - 2014 | 2014 - 2015 | 2016 | 2018 | 2019 | 2020-2021 |

| 2022 | 2023 | 2024 | 2025 - Actual |

### Evolución tercer uniforme
|  | 2018-2019 |  | 2020-2021 |  | 2023 |  | 2024 | 2025 - Actual |

### Proveedor
| Período     | Proveedor |
| ----------- | --------- |
| 1984 - 1987 | Piola     |
| 1988 - 1993 | Torino    |
| 1994        | Camba     |
| 1995 - 1997 | Torino    |
| 1998 - 2001 | Piola     |
| 2002 - 2004 | Sheffy    |
| 2005        | Runic     |
| 2006        | Sheffy    |
| 2007        | Keuka     |
| 2008 - 2009 | Sheffy    |
| 2010 - 2016 | Mitre     |
| 2016 - 2024 | Sheffy    |
| 2025 - Act  | Umbro     |

## Estadísticas
- Puesto histórico: 9.º
  - Temporadas en : 1.ª 75 (1955-1993, 1995-presente).
  - Temporadas en : 2.ª: 1 (1994).
- Mejor puesto en la liga
  - Primera A: 1.º (2003-II), (2018-I), y (2021-I)
  - Primera B: 1.º (1994).
- Peor puesto en la liga:
  - Primera A 18.º (2002-I, 2008-I y 2014-I).
  - Primera A 16.º (1993) (Descenso).
- Mayores goleadas conseguidas:
  - En Copa Colombia: 5-0 al Fortaleza el 28 de febrero de 2013.
  - En clásicos: 4-7 al Atlético Huila el 3 de abril de 2011.
  - En campeonatos nacionales:
    - 7-1 al Deportes Quindío el 10 de octubre de 1982.
    - 1-7 al Santa Fe el 16 de septiembre de 1956.
    - 3-7 al Envigado F.C. el 26 de febrero de 2006.[123][124]
    - 6-0 al América de Cali el 25 de abril de 2007.[125][126]
    - 0-5 al Alianza Petrolera el 25 de febrero de 2021.[127][128]
    - 5-0 al Atlético Nacional el 7 de mayo del 2011.[129]
    - 5-0 al Jaguares de Córdoba el 17 de mayo del 2015.[130]
    - 0-5 al Cúcuta Deportivo el 13 de octubre de 2012.[131]
    - 5-1 Atlético Nacional el 5 de marzo de 2006.[132][133]
    - 4-0 Independiente Santa Fe el 4 de agosto de 2019.[134]
    - 4-0 al Atlético Nacional el 12 de abril de 2013.[135]
    - 0-4 al Boyacá Chicó el 30 de julio de 2016.[136]
    - 4-0 a Independiente Medellin el 13 de abril de 2003.[137]
    - 1-5 al Cortuluá el 4 de abril de 2010.[138]
    - 1-5 al Atlético Huila el 17 de marzo de 2019.[139]
    - 4-0 al Deportivo Pasto el 6 de diciembre de 2006.
    - 4-0 al Atlético Junior el 5 de noviembre de 2006.[140]
    - 4-0 al Once Caldas el 18 de junio de 2006.

  - En campeonatos internacionales:
    - 3-0 al Banfield el 12 de octubre de 2010.
    - 0-3 al Real Garcilaso el 2 de abril de 2013.
- Mayores goleadas en contra:
  - En campeonatos nacionales:
    - 0-8 contra Millonarios el 7 de julio de 1963.
    - 1-8 contra Deportivo Cali el 27 de septiembre de 1987.
    - 2-7 contra Junior el 15 de octubre de 1978.
    - 2-6 contra Atlético Bucaramanga el 21 de diciembre de 1958.
    - 7-1 contra Atlético Nacional en 1991.
    - 7-2 contra Boyacá Chicó el 5 de abril de 2008.[141][142][143]
    - 5-2 contra Deportivo Cali el 28 de mayo de 2000.
    - 6-4 contra América de Cali el 15 de abril de 2001.
    - 0-5 contra Santa Fe el 6 de septiembre de 2014.
    - 1-5 contra Atlético Huila el 20 de septiembre de 2014.[144]
    - 4-0 contra Deportivo Pereira el 11 de junio de 2006.
    - 1-4 contra Deportes Quindío el 12 de julio de 2009.[145]

- En campeonatos internacionales:
  - 1-6 contra Cruzeiro el 22 de febrero de 2011.
  - 7-1 contra Flamengo el 6 de julio de 2022.
  - 5-0 contra Sao Paulo el 8 de junio de 2023.

- Máximo goleador: Marco Pérez Murillo (77).
- Más partidos disputados: Germán Castellanos (359).

- Distinciones por Rankings
  - Top 30 en Ranking mundial de clubes de IFFHS (4):
    - Número 30, 175,5 Pts, octubre de 2011 (Mejor Club Colombiano).
    - Número 29, 189,0 Pts, julio de 2011 (Mejor Club Colombiano).36
    - Número 27, 190,4 Pts, junio de 2011 (Mejor Club Colombiano).
    - Número 27, 190,4 Pts, mayo de 2011 (Mejor Club Colombiano).37

### Participaciones internacionales
| Torneo                            | Ediciones                                                        | Mejor resultado        |
| --------------------------------- | ---------------------------------------------------------------- | ---------------------- |
| Copa Libertadores de América (10) | 1982, 1983, 2004, 2007, 2011, 2013, 2019, 2020, 2022, 2025       | Semifinal: 1982        |
| Copa Sudamericana (11)            | 2006, 2010, 2012, 2015, 2016, 2017, 2019, 2020, 2021, 2023, 2024 | Cuartos de final: 2010 |
| Copa Conmebol (2)                 | 1996, 1997                                                       | Cuartos de final: 1997 |

## Palmarés

### Torneos nacionales (5)
| Competición nacional        | Títulos                 | Subtítulos                                                            |
| --------------------------- | ----------------------- | --------------------------------------------------------------------- |
| Categoría Primera A (3/9)   | 2003-II, 2018-I, 2021-I | 1957, 1981, 1982, 2006-II, 2010-II, 2016-II, 2021-II, 2022-I, 2024-II |
| Copa Colombia (1/1)         | 2014                    | 2020                                                                  |
| Superliga de Colombia (1/1) | 2022                    | 2019                                                                  |
| Categoría Primera B (1)     | 1994                    |                                                                       |

### Torneos juveniles nacionales (4)
| Competición                      | Títulos    | Subtítulos |
| -------------------------------- | ---------- | ---------- |
| Torneo Nacional de Reservas (2): | 2002, 2005 |            |
| Campeonato Juvenil (1):          | 2013       | 2019       |
| Campeonato Prejuvenil (1):       | 2010       |            |

Torneos amistosos
| Competición                           | Títulos | Subtítulos |
| ------------------------------------- | ------- | ---------- |
| Hexagonal de Soacha-Copa Porvenir     | 2000    |            |
| Copa Nelsón Muñoz Custode             | 2011    |            |
| Copa Centenario de Norte de Santander |         | 2010       |

## Presidencia

### Presidentes
Uno de los fundadores y primer presidente del club fue Manuel Rubio Chávez que junto con el entrenador argentino Juan Barbier trajeron los primeros jugadores del equipo, varios de ellos argentinos. El presidente con mayor duración en el cargo fue Jorge Guzmán Molina quien estuvo 20 años consecutivos. Gabriel Camargo Salamanca fue uno de los presidentes con mayor éxito en la historia de la institución y fue máximo accionista del club quien estuvo en el cargo por tres temporadas, el más reciente desde 2003 hasta 2022.
| Presidente          | Período         |
| ------------------- | --------------- |
| Manuel Rubio Chávez | 1955            |
| Humberto González   | 1956            |
| Jorge Guzmán Molina | 1957 - 1977     |
| Jaime Rengifo Pardo | 1977            |
| Héctor Rivera       | 1978 - 1979     |
| Gabriel Camargo     | 1980 - 1982     |
| Julio César Robayo  | 1983 - 1985     |
| Jorge Barón         | 1986            |
| Vicente Caro        | 1986 - 1990     |
| Alfonso Trujillo    | 1991 - 1993     |
| Gabriel Camargo     | 1994 - 1998     |
| Alfonso Trujillo    | 1999 - 2001     |
| Jorge Enrique Rueda | 2002            |
| Gabriel Camargo     | 2003 - 2022     |
| Cesar Camargo       | 2023 - presente |

## Entrenadores

### Cuerpo técnico 2025
| Cargo                  | Nombre                         |
| ---------------------- | ------------------------------ |
| Gerente                | German Kairuz                  |
| Director deportivo     | Ángel Luis Catalina            |
| Delegado deportivo     | Miguel Prince                  |
| Entrenador             | Lucas González Vélez           |
| Segundo entrenador     | Tiago Alves Pina Henry Rojas   |
| Preparador físico      | Camilo Cartagena Edwin Góngora |
| Entrenador de arqueros | Bréiner Castillo               |
| Kinesiólogo            | Luis Rubio                     |
| Médico                 | Marta García Carlos Niño       |
| Utilero                | Albert Arias Wilson Barrero    |

## Jugadores

### Jugadores 2025-II
- Los equipos colombianos están limitados a tener en la plantilla un máximo de cuatro jugadores extranjeros. La lista incluye sólo la principal nacionalidad o nacionalidad deportiva de cada jugador.
- En la temporada 2025 la Dimayor autorizó a los clubes que tienen competencia internacional la inscripción de treinta y cinco (35) jugadores,[147] cinco (5) deben ser categoría Sub-23.[148]
- Los jugadores de categoría sub-20 no son contados dentro de los 35 inscritos ante Dimayor.

### Altas y bajas 2025-II
| Altas                      |                |                   |        |
| Jugador                    | Posición       | Últ equipo        | Tipo   |
| Lucas González Vélez       | Entrenador     | Central Córdoba   | Libre  |
| Juan Pablo Torres          | Centrocampista | Atlético Nacional | Cesión |
| Sebastián Guzmán           | Centrocampista | Atlético Nacional | Libre  |
| Jeison Mena Victoria       | Centrocampista | Orsomarso S.C     | Cesión |
| Mauricio González Carabalí | Delantero      | Inter de Palmira  | Cesión |
| Bruno Larregui             | Delantero      | Atlético Juventud | Cesión |

| Bajas                  |                |                    |                       |
| Jugador                | Posición       | Destino            | Tipo                  |
| Ismael Rescalvo        | Entrenador     | Barcelona S.C.     | Rescisión de contrato |
| William Cuesta         | Guardameta     | Por definir        | Rescisión de contrato |
| Julián Quiñones        | Defensa        | Deportivo Cali     | Rescisión de contrato |
| Fabián Mosquera        | Centrocampista | Alianza Valledupar | Rescisión de contrato |
| Andrés Arroyo          | Centrocampista | Fortaleza          | Fin de contrato       |
| Alex Stik Castro       | Centrocampista | Millonarios        | Fin de contrato       |
| Luis Miranda           | Centrocampista | Club Llaneros      | Fin de contrato       |
| Gustavo Adrián Ramírez | Delantero      | Por definir        | Fin de contrato       |

### Jugadores cedidos
Jugadores que son propiedad del club y son cedidos para jugar en otro club deportivo.
| Cedidos            | Cedidos        | Cedidos           | Cedidos |
| Jugador            | Posición       | Cedido a          | Hasta   |
| ------------------ | -------------- | ----------------- | ------- |
| Shean Paul Barbosa | Defensa        | Real Cundinamarca | 2025    |
| Juan Rubiano       | Centrocampista | Real Cundinamarca | 2025    |
| William Dávila Paz | Centrocampista | Real Cundinamarca | 2025    |

### Jugadores cedidos en el equipo
Jugadores que son propiedad de otro club deportivo y estan cedidos en el equipo.
| Cesión                | Cesión         | Cesión             | Cesión |
| Jugador               | Posición       | Cesión desde       | Hasta  |
| --------------------- | -------------- | ------------------ | ------ |
| Cristopher Fiermarin  | Guardameta     | Defensa y Justicia | 2025   |
| Samuel Velásquez      | Defensa        | Atlético Nacional  | 2025   |
| Juan Pablo Torres     | Centrocampista | Atlético Nacional  | 2025   |
| Adrián Parra          | Delantero      | Fortaleza CEIF     | 2025   |
| Jersson González Niño | Delantero      | Santa Fe           | 2025   |
| Mauricio González     | Delantero      | Inter de Palmira   | 2025   |

### Jugadores en selecciones nacionales
Nota: en negrita jugadores parte de la última convocatoria en sus respectivas selecciones.
| País     | Categoría | Jugador(es)                              |
| -------- | --------- | ---------------------------------------- |
| Colombia | Absoluta  |                                          |
| Colombia | Sub-23    | Samuel Velásquez, Jersson González Niño. |
| Uruguay  | Absoluta  | Cristopher Fiermarin                     |

### Botines de oro
| Torneo                | Jugador             | Goles |
| --------------------- | ------------------- | ----- |
| Primera División 1981 | Víctor Hugo del Río | 29    |
| Segunda División 1994 | Julio Javier Doldán | 18    |
| Primera División 2010 | Wilder Medina       | 16    |
| Primera División 2012 | Robin Ramírez       | 13    |
| Copa Colombia 2017    | Marco Pérez         | 4     |

### Máximos goleadores y presencias
- Actualizado el 21 de julio del 2025.

| Máximos goleadores | Máximos goleadores  | Máximos goleadores | Más partidos disputados | Más partidos disputados | Más partidos disputados | Entrenadores con más partidos dirigidos | Entrenadores con más partidos dirigidos | Entrenadores con más partidos dirigidos |
| ------------------ | ------------------- | ------------------ | ----------------------- | ----------------------- | ----------------------- | --------------------------------------- | --------------------------------------- | --------------------------------------- |
| 1.                 | Marco Pérez         | 77 goles           | 1.                      | Julián Alveiro Quiñones | 373 partidos            | 1.                                      | Hernán Torres                           | 436 partidos                            |
| 2.                 | John Charria        | 72 goles           | 2.                      | Germán Castellanos      | 359 partidos            | 2.                                      | Óscar Ramos                             | 378 partidos                            |
| 3.                 | José Óscar Jamardo  | 64 goles           | 3.                      | Gerardo Vallejo         | 352 partidos            | 3.                                      | Alberto Gamero                          | 299 partidos                            |
| 4.                 | Víctor Hugo del Río | 63 goles           | 4.                      | Danovis Banguero        | 341 partidos            | 4.                                      | Jorge Luis Bernal                       | 227 partidos                            |
| Ver lista completa | Ver lista completa  | Ver lista completa | Ver lista completa      | Ver lista completa      | Ver lista completa      |                                         |                                         |                                         |

### Jugadores extranjeros
| Nacionalidad   | N.º | Jugadores |
| -------------- | --- | --- |
| Argentina      | 77  | Rodrigo Marangoni, Guillermo César Reynoso, Omar Rodolfo Porté, Jorge Artigas, Raúl Navarro, Maximiliano Ruben Flotta, Oscar Héctor Quintabani, Ezequiel Pérez, Hugo Pablo Centurión, Oswaldo Marcial Palavecino, Lucas González.  |
| Bolivia        | 1   | Diego Cabrera. |
| Brasil         | 11  | Juárez Mansilha, Ribeiro da Costa, Álex da Rosa, Jefferon da Silva, Gauchiño, Sapuca Aparecido Donizete de Oliveira, Jorge Da Costa Jorgeao, Luis Texiera, Rogerio Pereira, Fernando Oliveira, Neto Volpi.                         |
| Costa Rica     | 5   | Roy Myers, Wilmer López, Francisco Rodríguez, Juan Pablo Vargas, José Guillermo Ortiz. |
| Ecuador        | 2   | John Narváez, Alexander Domínguez. |
| Estados Unidos | 1   | Walter Restrepo. |
| Honduras       | 2   | Eddie Hernández, Roger Rojas. |
| Nigeria        | 1   | Félix Ademola. |
| Panamá         | 4   | Cristhian Vega, Luis Ovalle, Gabriel Gómez, Abdiel Arroyo. |
| Paraguay       | 27  | Casimiro Ávalos, Hilario Ayala, Óscar Nicolás López, Tito Ramón Correa, Edgar Osuna, Pablo Elmo, Evaristo Isasi, Julio Javier Doldán, Julio César Yegros, Antony Silva, Víctor Aquino, Robin Ramírez, Joel Silva, Gustavo Ramírez. |
| Perú           | 8   | Alfredo Mosquera, Neptalí Briceño, Oswaldo Parodi, Oswaldo Quiñez, Matías Quintos, Alfredo Huranga Daga, Roberto Merino, Raziel García.                                                                                            |
| Chile          | 1   | Cristian Montesinos, Rodrigo Ureña. |
| Uruguay        | 10  | Freddy Clavijo, José Russo, Ricardo Ortiz, Luis Barbat, Julio Fuentes, Jonathan Pérez, Héctor Acuña, Leonardo Burián, Hernán Figueredo, Facundo Boné.                                                                              |
| Venezuela      | 4   | Yohandry Orozco, Cariaco González, David Centeno, Eduardo Sosa Vegas, Bernaldo Manzano. |

## Hinchada

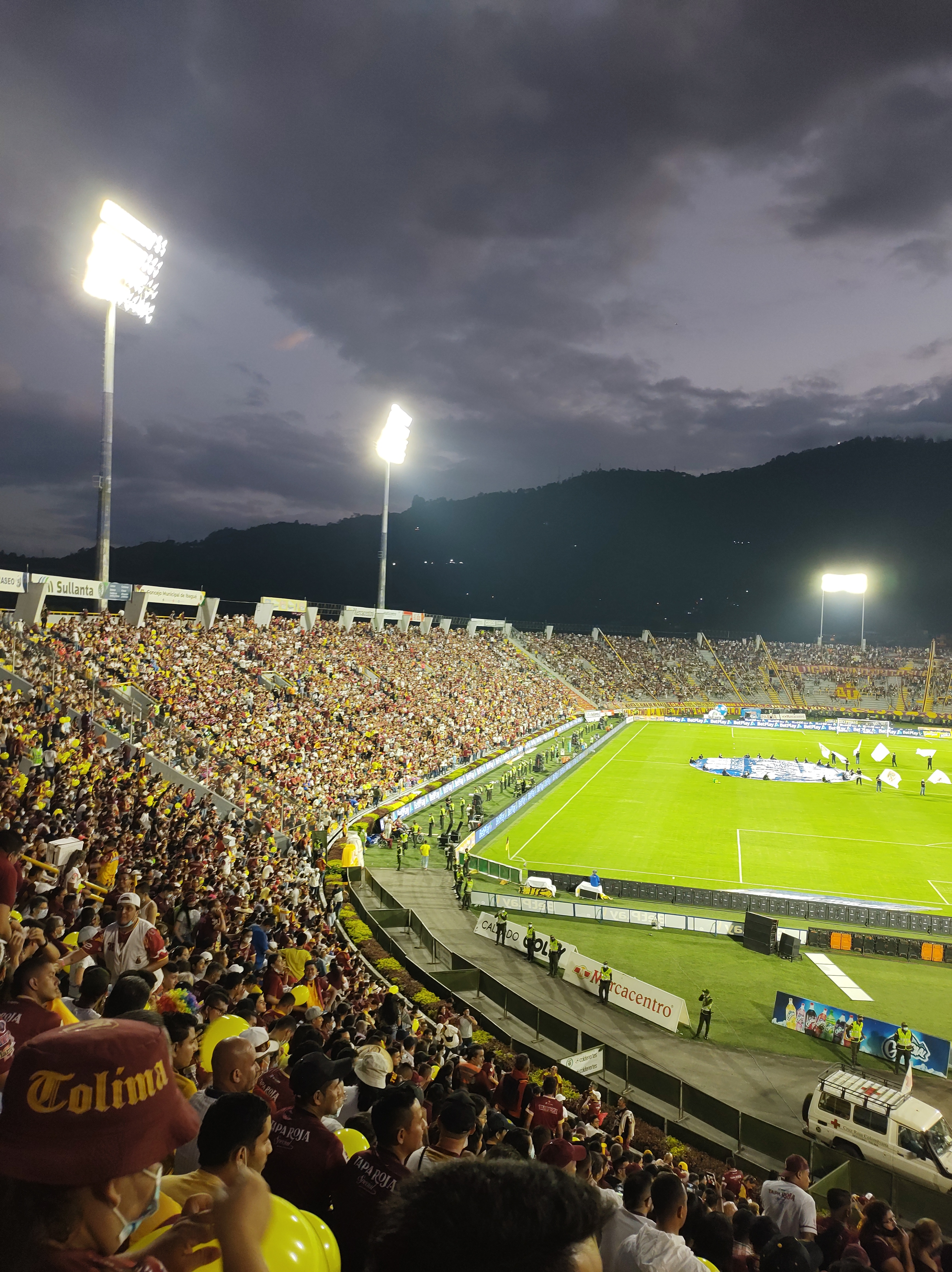
Aficionados del Deportes Tolima.

Entre los hinchas más destacados, se encuentra César Loaiza conocido como "el indio pijao", que por más de 30 años ha seguido al 'Vinotinto y oro' con una presentación especial de amor y sentimientos por su equipo.
La Revolución vinotinto sur (RVS) es un grupo que fue creado en el año 2000 como "barra brava" o tradicional del Deportes Tolima por estudiantes de la Universidad del Tolima que con iniciativa propia lograron unificar las barras que existían desde 1994. En los juegos en condición de local sus aficionados se ubican en la tribuna sur del Estadio Manuel Murillo Toro.
Algunos personajes reconocidos han expresado ser fanáticos del Deportes Tolima como son el futbolista James Rodríguez, los presentadores de televisión Juan Diego Alvira, Jorge Barón y Paulo Laserna, el cantante Santiago Cruz y la modelo Renata González.

## Rivalidades

### Clásico del Tolima Grande
Es el clásico disputado por los dos principales equipos de fútbol de la región históricamente llamada como el Tolima Grande: Deportes Tolima contra Atlético Huila. Desde 1993 se han enfrentado en 112 oportunidades en primera división con 57 triunfos para los pijaos, 33 empates y 22 triunfos para los opitas.

### Clásico de La Línea
Anterior al surgimiento del Atlético Huila, se consideraba al Deportes Quindío como el equipo con en el que Deportes Tolima mantenía cierta rivalidad, esto debido a la Cordillera Central, que separa a los departamentos de Tolima y Quindío, y que está atravesada por el Túnel de la Línea, una de las principales obras de infraestructura del país, que conecta a ambos Departamentos y sus ciudades capitales: Ibagué y Armenia. Se han enfrentado en 196 oportunidades con 58 triunfos para los pijaos, 71 empates y 67 triunfos para los cuyabros.

#### Contra equipos históricos
Si bien no existe una rivalidad histórica contra alguno de los equipos grandes del fútbol colombiano, a partir de los resultados conseguidos en los últimos años contra algunos de estos rivales, se han dado confrontaciones especiales cada vez que Deportes Tolima disputa un partido contra estos mismos.

##### Rivalidad contra Santa Fe
Los triunfos del Deportes Tolima en la década del 2010 le permitieron generar rivalidades con varios equipos, primero con Independiente Santa Fe al que eliminó con un gol de Wilder Medina en el Torneo Finalización 2010, consiguiendo el pase a la final de ese torneo. Posteriormente, le ganó la Copa Colombia 2014, ambos juegos en condición de visitante, en el El Campín de Bogotá. En el Finalización 2016, Santa Fe y Deportes Tolima se encontrarían en la final de aquel torneo, igualando 0-0 en el juego de ida en Ibagué; finalmente en el partido de vuelta en Bogotá, Deportes Tolima quedó subcampeón en condición de visitante perdiendo 1-0 ante Santa Fe con un solitario gol de cabeza de Héctor Urrego le dio el noveno título a los cardenales.

##### Rivalidad contra Atlético Nacional
Con Atlético Nacional sostiene una rivalidad importante debido a la racha de tres años invicto del 'Vinotinto y Oro' contra los 'Verdolagas' en todas las competiciones, siendo el momento más destacado y punto de partida, la conquista del título del Torneo Apertura 2018 en el Estadio Atanasio Girardot de Medellín.
En la final del Apertura 2022, Deportes Tolima cayó 3-1 en la final de ida en Medellín ante Atlético Nacional, en el partido de vuelta en Ibagué fue un partido de infarto el primer tiempo terminó 2-0 ganando Tolima igualando 3-3 el global, en el segundo tiempo el juez decreto penal para el equipo tolimense por parte del VAR, dónde Daniel Cataño le dio un giro inesperado al juego, Cataño falló el penal, pateando a Kevin Mier, por lo que terminaría expulsado por parte del VAR tras patear al portero sin el balón, a los 90' Jarlan Barrera la dio el gol del descuento a Nacional ganando  4-3 en el global los verdolagas ganarán el título 17 tomando revancha del título perdido en 2018-I.
Tanto pijaos como verdolagas se volvieron a encontrar en una final de liga, más exactamente en el Finalización 2024, volviendo a disputar otra estrella por tercera ocasión en los últimos años. Esta vez, sería el equipo verdolaga el que se impondría luego de un empate en la ida 1-1 en Ibagué y triunfo a favor de los verdolagas por 2-0 en el partido de vuelta disputado en Medellín, venciendo por marcador global de 3-1, obteniendo así su título 18 de liga.

##### Rivalidad contra Millonarios
Frente a Millonarios también sostiene una rivalidad deportiva a partir de sus buenos resultados en los últimos años contra el equipo embajador, siendo el momento más destacado en el Estadio El Campín de Bogotá, después de haber perdido el título en el Finalización 2016 a manos de Santa Fe, Deportes Tolima tuvo su revancha en la capital del país, ganando su tercer título de liga y otra vez fuera de casa, precisamente en el Apertura 2021 bajo las órdenes del entrenador Hernán Torres.

## Patrocinadores
| - Betplay - Gaseosas Pool - Multicentro - Mercacentro - Gana Gana - Aguardente Tapa Roja - ComfaTolima - Banco AV Villas |